# Église Notre-Dame-de-la-Tour de Sault
L'église Notre-Dame-de-la-Tour, aussi appelée église du Saint-Sauveur, est un édifice religieux situé à Sault, dans le Vaucluse, en France. 

## Historique
Sa construction débute au XIIe siècle. 

## Bâtiment
Il s'agit d'une église de style roman. La nef principale comporte trois travées, couverte d'une voûte en berceau brisé soutenue par des colonnes couronnées de chapiteaux à feuillages.
L'édifice a été remanié à quelques reprises à partir du XIVe siècle. 
L'église paroissiale Notre-Dame-de-la-Tour est classée au titre des monuments historiques par arrêté du 11 octobre 1990.

## Galerie

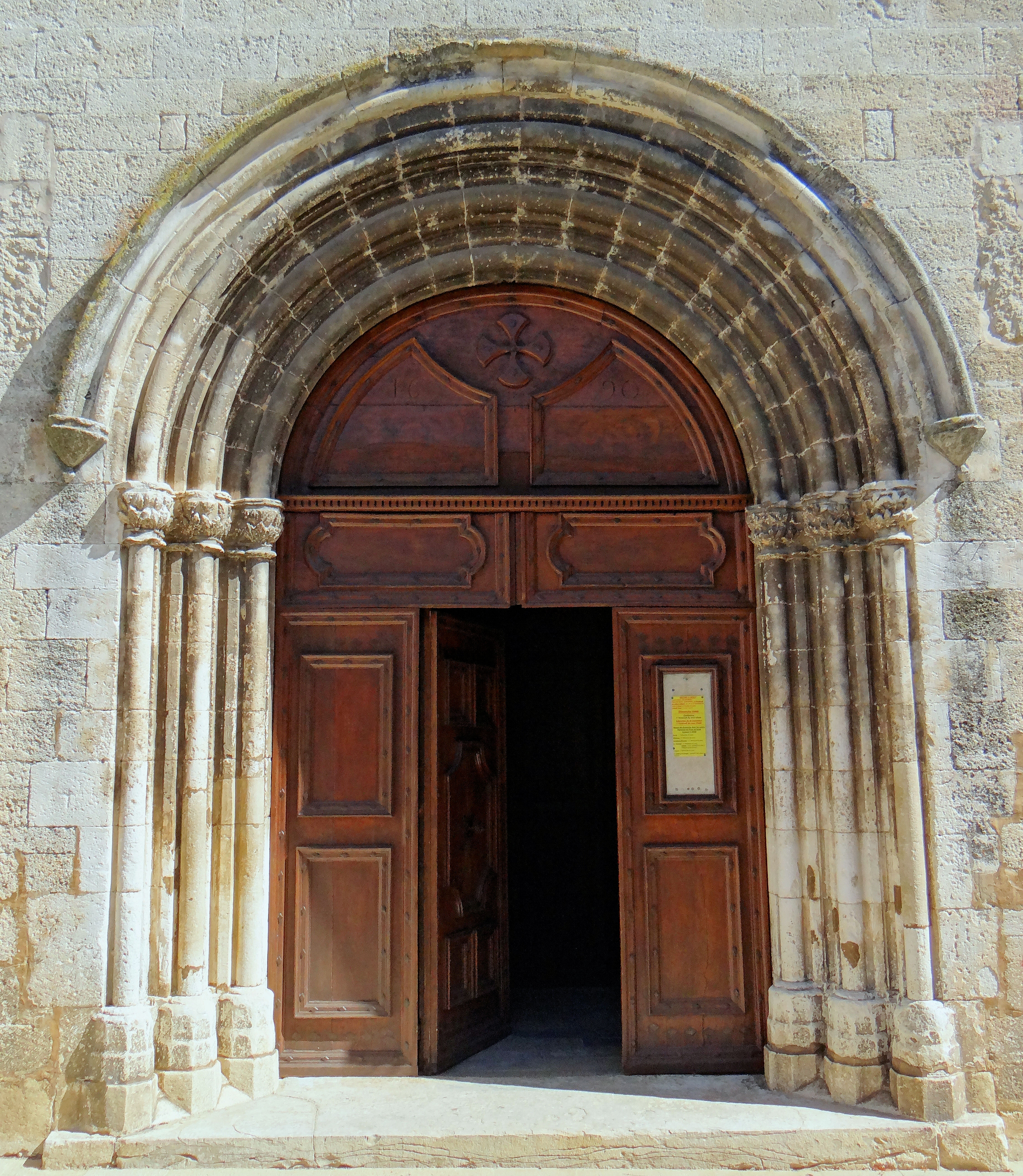
Portail
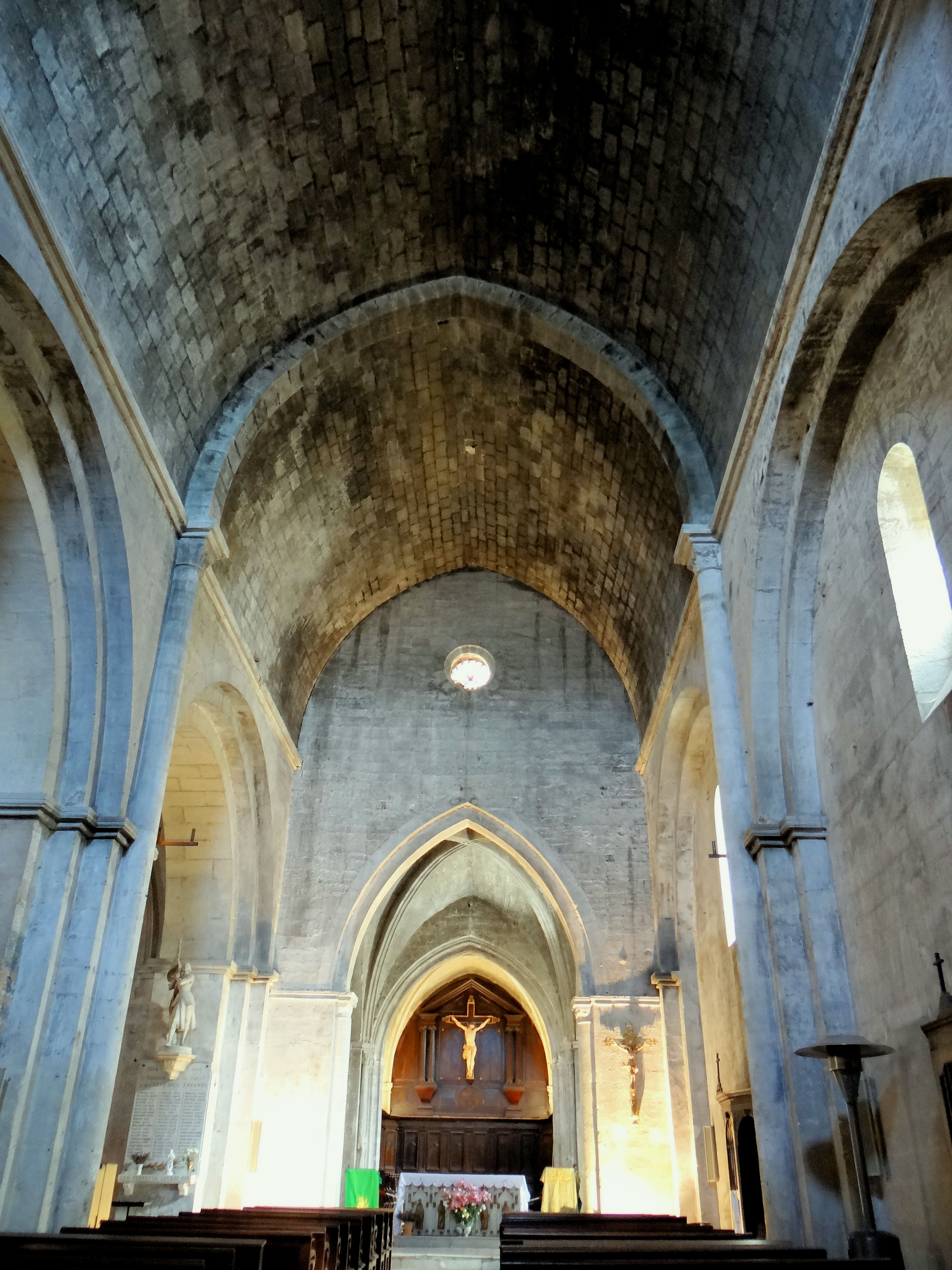
Nef
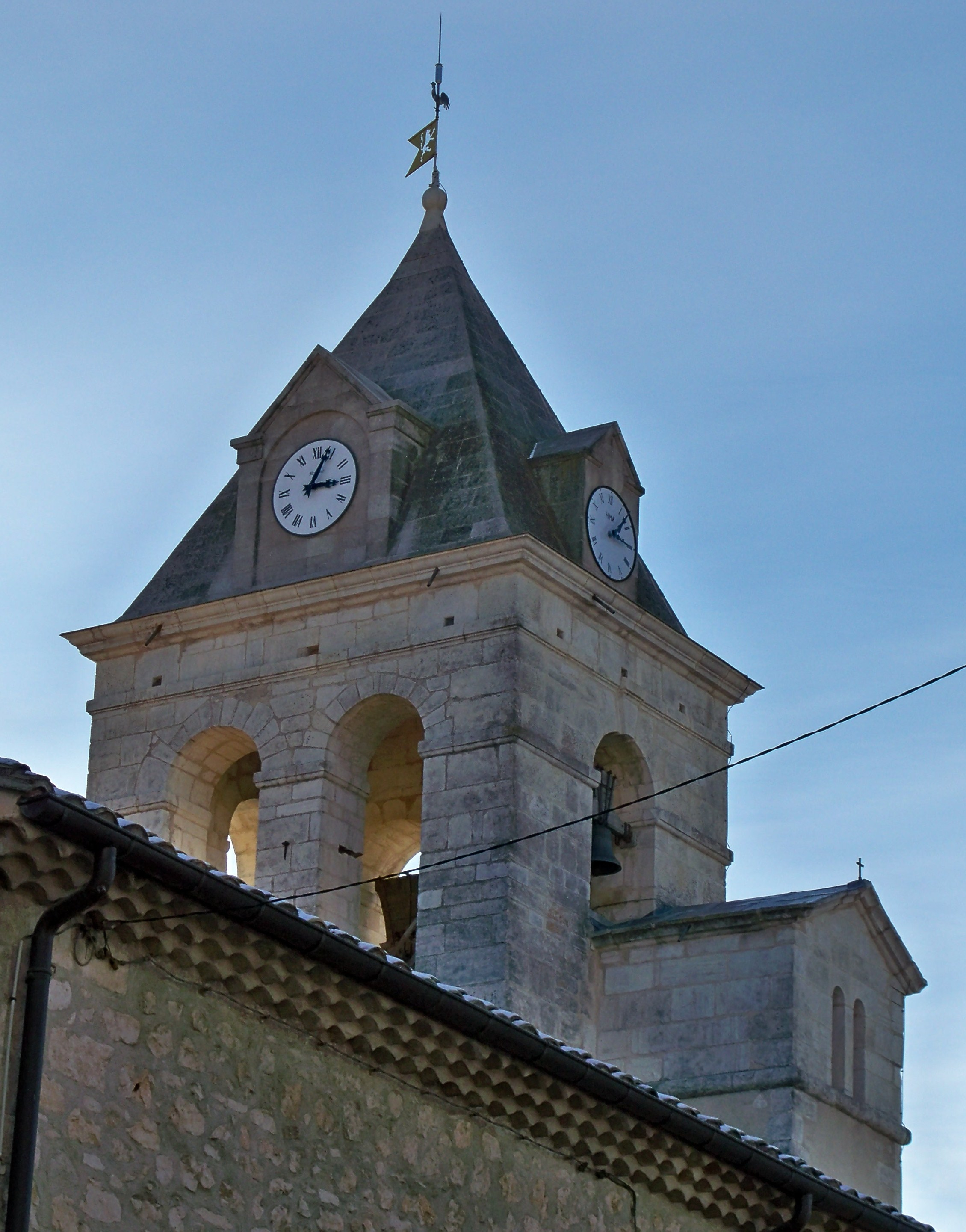
Clocher
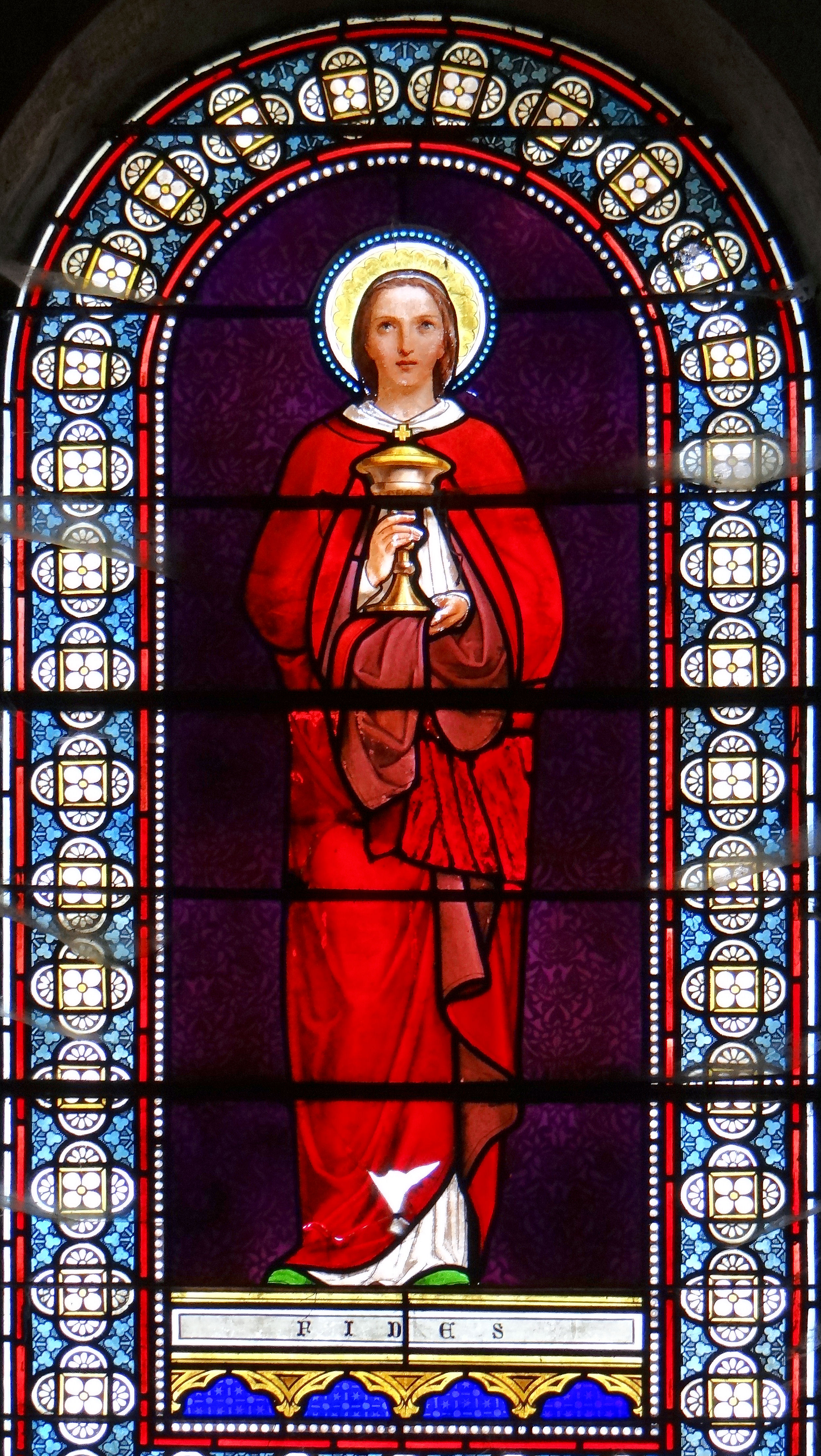
Vitrail

## En savoir plus